# Жестокое пробуждение: Нефтяной крах
A Crude Awakening: The Oil Crash (Жестокое пробуждение: нефтяной крах) — документальный фильм 2006 года, посвящённый проблеме пика нефти. Продюсер — Бейзил Гелпке. Режиссёр — Рэй МакКормак.

## Этимология
Прилагательное англ. crude в названии имеет двойной смысл: помимо значения «грубый» данное слово в английском языке используется в словосочетании англ. crude oil, неочищенная нефть.

## Описание
В фильме рассматриваются ключевые события в истории нефтедобычи, предсказания по поводу пика добычи и возможных последствий. В качестве экспертов привлечены геологи-нефтяники, бывшие функционеры ОПЕК, аналитики по энергии, политики. Отрывки из интервью перемежаются с кадрами архивной съёмки. Рассматриваются варианты замены нефти на другие источники энергии: ветровой, солнечной и т. п.
Среди тех, кто давал интервью, значатся: известный экономист Мэтью Симмонс, геолог-нефтяник доктор Колин Кэмпбелл, бывший генеральный секретарь ОПЕК Фадхил Чалаби и др.